# Кораблін Тимур Михайлович
Кораблін Тимур Михайлович (нар. 2 січня 2002) — український футболіст, правий півзахисник.

## Клубна кар'єра
Народився у Запоріжжі. Є вихованцем місцевого «Металургу».
У 2022 році приєднався до «Кривбасу». Свій перший матч за нову команду провів проти «Колоса», у якому його клуб програв 1:0. Дебютний гол в українській Прем'єр-лізі забив 29 травня 2023 року, в матчі проти «Металіста 1925», у якому його команда перемогла з рахунком 0:2.
Влітку 2023 року приєднався до «Миная» за 60 тисяч євро. За новий клуб дебютував у матчі проти «Дніпра-1», вийшовши на заміну на 86 хвилині. У цьому матчі його команда здобула нічию 1:1.